# Inkubatortransport
Der Inkubatortransport ist eine Einsatzart des Rettungsdienstes, um Früh-, Neugeborene oder Säuglinge in eine für diese Patienten besser ausgestattete Zielklinik zu bringen. Hierbei wird bei einem Fahrzeug, mit dem liegende Patienten transportiert werden, in der Regel einem Rettungswagen, die Trage gegen einen Transportinkubator getauscht. Während des Transports ist in der Regel zusätzlich zum Rettungsfachpersonal noch weiteres Fachpersonal für Pädiatrie/Neonatologie anwesend, etwa Hebamme, Kinderkrankenschwester oder Kinderarzt.

## Vorhaltungsformen
Neben der oben beschriebenen, wohl allein aus Kostengründen weitverbreitetsten, haben sich in verschiedenen Großstädten in Deutschland noch andere Vorhaltungsformen etabliert, die auf ein Fahrzeug setzen, das speziell für Früh-, Neugeborenen-, Säuglings- oder geburtshilfliche Notfälle vorgehalten wird.

### Baby-Notarztwagen
In immer mehr Städten in Deutschland gibt es einen Baby-Notarztwagen (Baby-NAW). Diese spezielle Form des Notarztwagen ist ausschließlich für Neugeborenen-Transporte mit dem Inkubator gedacht. Der Baby-NAW ist mit mindestens einem Rettungsassistenten und einem pädiatrischen Notarzt besetzt, oft kommt eine Kinderkrankenschwester hinzu. Entsprechend ist die gesamte Ausstattung besonders auf Kinder ausgelegt (z. B. Größe der Venenverweilkanülen, Absaugpumpe etc.).

### Storchenwagen
In Berlin sowie in anderen Städten haben sich sogenannte Storchenwagen etabliert, die besonders für geburtshilfliche Notfälle ausgerüstet sind und zusätzlich zum Rettungsfachpersonal noch mit einer Hebamme besetzt sind.